# 科莱托蒙福特
科莱托蒙福特（義大利語：Corleto Monforte），是意大利萨莱诺省的一个市镇。总面积58平方公里，人口670人，人口密度11.6人/平方公里（2009年）。ISTAT代码为065048。